# 内埜則之
内埜 則之（うちの のりゆき、1977年10月2日 - 2006年6月11日）は、日本の男性俳優、声優。

## 経歴
日本ナレーション演技研究所に学んだ後、優秀者として選抜されてヴォアレーヴで訓練を積む。プロデビュー後、アイムエンタープライズに所属していた（アイムエンタープライズに在籍していた期間については不明）。その後演劇集団 円に入団し、舞台俳優としても活躍。
2006年6月11日朝6時頃、東京都武蔵野市吉祥寺の都道でミニバイクを運転中、道路脇のガードパイプとバス停の支柱に衝突、首を強打し搬送先の病院で死亡が確認された。享年28。

## 人物
趣味・特技はサッカー、ダンス、読書、映画鑑賞、バドミントン。

## 後任
内埜の死後、持ち役を引き継いだのは以下の通り。
- 佐々木啓夫（『恋するマンハッタン』- ビンス役）
- 石井揮之（『デスパレートな妻たち』- ザック・ヤング役）

## 出演作品

### テレビドラマ
- 新・京都迷宮案内2（2004年、瀬川広志）

### テレビアニメ
- ブギーポップは笑わない Boogiepop Phantom（2000年、誠）
- 学園戦記ムリョウ（2001年、剣道部長）
- Paradise Kiss（2005年、徳森浩行）
- ポケットモンスター アドバンスジェネレーション（2005年、リュウタ）

### 吹き替え

#### 映画
- アナコンダ2（トラン）
- 歌追い人（フェイト・ハニカット）
- 案山子男2/復讐の雄叫び
- トゥー・ブラザーズ
- 花都大戦 ツインズ・エフェクトII
- ワンダフルファミリー（ニコラ）

#### ドラマ
- ER緊急救命室シーズンX #1（ダミアン〈トッド・フェリックス〉）
- オールイン 運命の愛（少年時代のキム・イナ）
- 恋するマンハッタン（ビンス〈シーズン2まで〉）
- シャクルトン（英語版）（ハウ）
- スタートレック:エンタープライズ（マリック）
- スティーブン・キングの悪魔の嵐（デイヴィー）
- デスパレートな妻たち（ザック・ヤング〈第一シリーズのみ〉）
- プロビデンス（マーク）
- 戰神 MARS（阿澤）

### 舞台
- 冤罪〜父と子の旅路〜 - 若き日の光三 役
- まちがいつづき - ドローミオ（兄） 役